# Jock-Stein-Statue

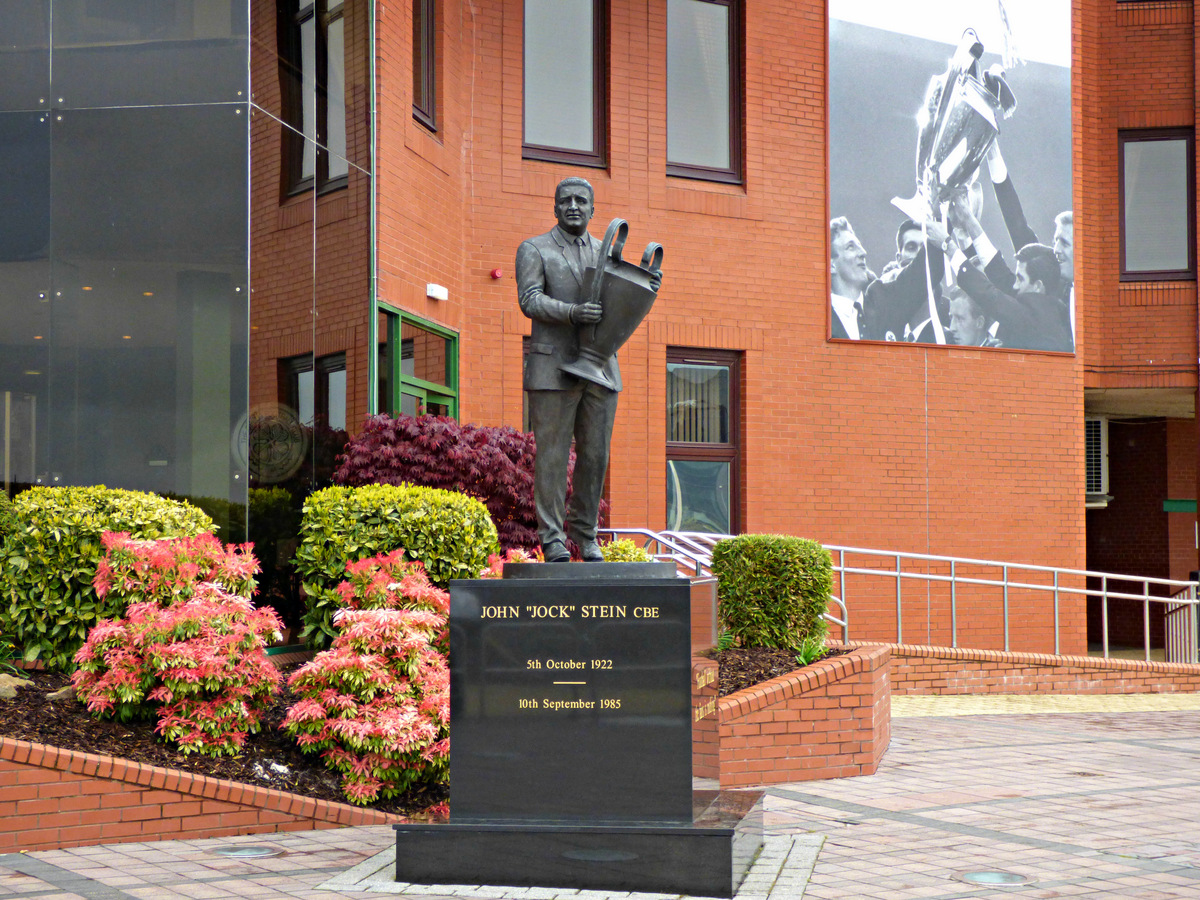
Jock-Stein-Statue, 2017

Die Jock-Stein-Statue ist ein von dem Bildhauer John McKenna geschaffenes, auf einem Sockel stehendes Bronze-Standbild des schottischen Fußballspielers und -trainers Jock Stein (1922–1985), der als einer der renommiertesten Trainer der britischen Fußballgeschichte gilt. Die Statue befindet sich vor dem Haupteingang des Celtic Park in Glasgow, Schottland. In unmittelbarer Nähe befinden sich mit der von Bruder Walfrid und Jimmy Johnstone zwei weitere Statuen.

## Geschichte
Neben Bill Shankly, Sir Matt Busby und Sir Alex Ferguson wird Stein zu den bedeutendsten schottischen Trainern gezählt und wurde zum besten schottischen Trainer aller Zeiten gewählt. Als Trainer von Celtic Glasgow konnte er zehnmal die schottische Meisterschaft sechsmal den schottischen Ligapokal, neunmal den schottischen Pokal und einmal den Europapokal der Landesmeister gewinnen. Am 10. September 1985 erlitt Jock Stein als Nationaltrainer von Schottland einen Herzinfarkt und verstarb noch im Stadion.
Am 5. März 2011 enthüllte Celtic Glasgow in einer feierlichen Zeremonie die Statue für den legendären Jock Stein anlässlich seines 25. Todesjahres.

## Beschreibung
Die nahezu lebensgroße Skulptur auf einem quadratischen Marmorsockel hält mit beiden Händen die Trophäe des Europapokals der Landesmeister. Die Bronzestatue basiert auf einem Bild von 1967, auf dem Stein nach seiner Rückkehr aus Lissabon mit dem Europapokal in der Hand im Celtic Park aus dem Mannschaftsbus steigt. Jock Stein trägt dabei einen Anzug und eine Krawatte. An dem Sockel sind Tafeln angebracht, auf der der Name und die Lebensdaten von Stein, Erfolge und ein Zitat des Trainers angebracht sind.

## Inschriften

### Vorderseite

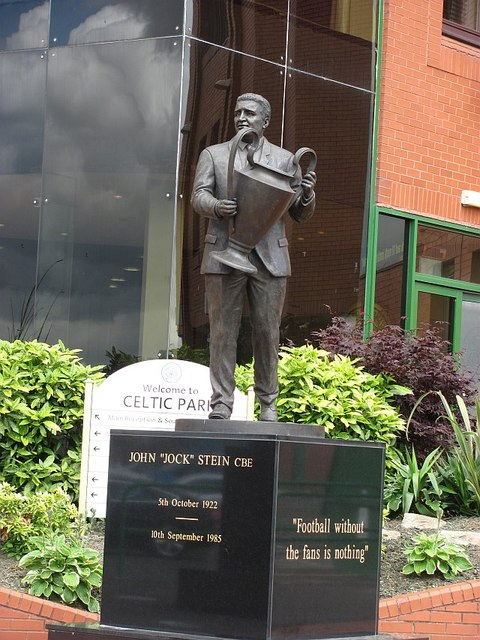
Vorderseite

Im linken Teil auf einer der viereckigen Marmortafeln:
JOHN „JOCK“ STEIN CBE 
5th October 1922
10th September 1985

Im rechten Teil auf einer der viereckigen Marmortafeln:
„Football without the Fans is nothing“

### Rückseite

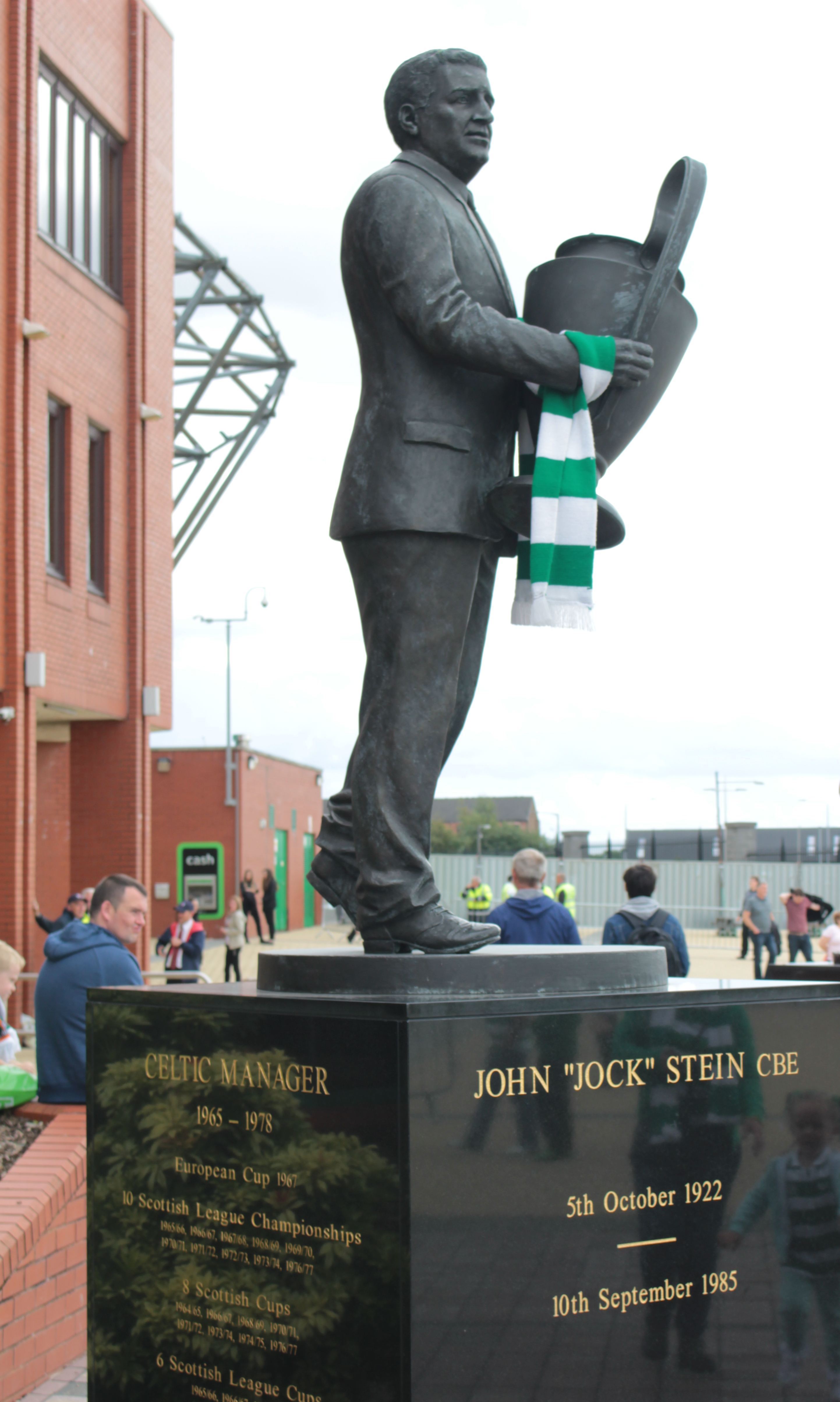
Rückseite

Im linken Teil auf einer der viereckigen Marmortafeln:
CELTIC MANAGER 
1965–1978
European Cup 1967
10 Scottish League Championships 
1965/66, 1966/67, 1967/68, 1968/69, 1969/70, 
1970/71, 1971/72, 1972/73, 1973/74, 1976/77
8 Scottish Cups
1964/65, 1966/67, 1968/69, 1970/71, 
1971/72, 1973/74, 1974/75, 1976/77
6 Scottish League Cups
1965/66, 1966/67, 1967/68,
 1968/69, 1969/70, 1974/75 

Im rechten Teil auf einer der viereckigen Marmortafeln:
CELTIC PLAYER
1 Scottish League Championship
1953/54
1 Scottish Cup
1953/54
Coronation Cup
1953